# 英國三級方程式錦標賽
英國三級方程式錦標賽（英語：British Formula Three Championship）是一項國際賽車系列賽，主要舉辦於英國，少數賽事則在歐洲大陸舉行。這是一項使用小型單人座三級方程式底盤的初級方程式競速賽事。現在的官方名稱為固鉑輪胎英國三級方程式國際系列賽（英語：Cooper Tires British Formula 3 International Series）。著名的前任冠軍車手包括吉姆·克拉克、尼爾森·畢奇、米卡·海基寧、艾爾頓·冼拿、埃默森·菲蒂帕爾迪、魯本斯·巴里切羅和傑奇·史都華。

## 歷史
第一場舉辦於英國的三級方程式錦標賽是1951年舉辦的Autosport F3錦標賽，當時的冠軍得主是埃里克·布蘭登。至1954年轉為國家級系列賽，並且由英國賽車與跑車俱樂部（British Racing and Sports Car Club，簡稱BRSCC）籌辦。這項賽事曾是在1959年以前，活躍於英國及其他國家的三級方程式500cc時期，這也代表著三級方程式當時是編入青年方程式中。在此期間，往往同時有二至三個系列賽同時進行著，而單一國家的系列賽仍未被建立。國際汽車聯盟在1964年重新推出三級方程式，而是年在有兩場三級方程式錦標賽舉辦於英國，由傑奇·史都華和羅德尼·班廷（Rodney Banting）贏得冠軍。同時舉行兩場或更多的三級方程式錦標賽，並非只有在後1964年時期：從1970年至1973年間有三場區域性系列賽（Lombard North、John Player和Forward Trust錦標賽），且在1970至1978年間同時有兩場系列賽是很正常的。這項系列賽在1984年增加了B級別，現在則被稱為國家級別，是專為使用較老舊底盤的參賽者所設立的。從2011年起，國家級別被改名為新秀錦標賽（Rookie Championship）。三級方程式在2011年於英國慶祝60周年紀念賽季。

## 外部連結
- Official British F3 International website
- British Formula 3 Championship at forix.com （页面存档备份，存于）